# Šahovska olimpijada 1956.
12. Šahovska olimpijada održana je 1956. u Rusiji, tada u SSSR. Grad domaćin bila je Moskva.

## Poredak osvajača odličja
| Mj. | Država      | Bodova | Igrači |
| --- | ----------- | ------ | ------ |
| 1.  | SSSR        | 31,0   |        |
| 2.  | Jugoslavija | 26,5   |        |
| 3.  | Mađarska    | 26,5   |        |

| Pobjednici        |
| ----------------- |
| SSSR Treći naslov |